# حارة صرواح (كريتر)
حارة صرواح هي إحدى حارات حي 2 مارس الواقع بمديرية كريتر التابعة لمحافظة عدن، بلغ تعداد سكانها 1149 نسمة حسب تعداد اليمن لعام 2004.